# Apprentissage vicariant
L’apprentissage vicariant est celui qui résulte de l’imitation par l’observation d’un pair qui exécute le comportement à acquérir.

## Définition
Dans la théorie de l’apprentissage social d'Albert Bandura, l’apprentissage dit vicariant est celui qui résulte de l’imitation par l’observation d’un pair qui exécute le comportement à acquérir (formateur ou membre – leader – du groupe).
D’après Monique Formarier dans Les concepts en sciences infirmières (2012), pages 327 à 328, Vicariant (apprentissage, expérience), le terme vicariant est récent car il a été créé à la fin du XIXe siècle.
C’est en 1986 qu’Albert Bandura invente le concept d’apprentissage vicariant. Le concept d’expérience vicariante a commencé à être utilisée dans les années 1990 dans les soins.
Ainsi, on peut citer Doron et Parot qui expliquent que « L’apprentissage vicariant résulte de l’observation d’un modèle, c’est-à-dire d’un congénère, exécutant le comportement à acquérir. Il s’agit d’un apprentissage par imitation, mais l’expression est souvent réservée à des situations où l’observateur demeure passif pendant l’observation du modèle ».
En fait, en observant un individu, cela engendre l'acquisition de nouveaux comportements chez l’observateur.
En effet, l’apprentissage vicariant peut permettre une acquisition plus rapide de ce qu’on cherche à apprendre : de cette façon, le nombre d’essais à l'apprentissage de cette notion est plus petit qu’avec un apprentissage lambda, ou le temps nécessaire à l’appropriation de celle-ci est diminué.
Également, il peut consister à éliminer des réponses incorrectes que l’individu, sans cet apprentissage, aurait effectué au début de celui-ci. En observant la personne faire, il choisira par la suite mieux ses réponses.
En fait, Bandura replace l’importance majeure des raisonnements à l’intérieur du processus de cet apprentissage.
Un exemple de l'apprentissage vicariant est celui du compagnonnage. En effet, il « désigne un système traditionnel de transmission de connaissances et de formation à un métier, qui s'ancre dans des communautés de compagnons ». De ce fait, l'apprentissage du métier se fait par observation mais également par la compréhension de celui-ci, et l'acquisition active de toutes les connaissances et compétences.

### Différence avec le mimétisme
Attention, car il est important de faire la différence entre l’apprentissage vicariant et le mimétisme. En effet, « sur le plan comportemental, le mimétisme est un mécanisme fondamental de l'apprentissage qui passe par la synchronisation de ses propres gestes avec ceux de la personne imitée.
Afin de mémoriser un geste, la reproduction de celui-ci est essentielle. En effet, nous comprenons l’utilité ou l’intérêt d’un geste lorsque nous voyons une autre personne le faire, tout en voyant l’apparence qu’a celui-ci. Par la suite, nous découvrons la difficulté de ce geste et enregistrons « l'enchaînement d’actions élémentaires nécessaire à son accomplissement » lorsque nous reproduisons celui-ci.
Ainsi, nous utilisons le mimétisme dans plusieurs apprentissages, comme « l'utilisation de son corps dans l’espace, l’utilisation d’outils et l’acquisition de techniques, l’acquisition du langage, l’acquisition de mécanismes mentaux (déduction, résolution de problèmes) ».
En fait, avec le mimétisme, on observe juste le geste à reproduire, et on le refait. Alors que dans l’apprentissage vicariant, on observe et on comprend pourquoi l’individu fait cela, pour ensuite apprendre à le reproduire. La différence se trouve bien dans la compréhension de l’action observée, l’observateur n’est pas passif comme dans l'apprentissage par mimétisme mais actif.

### L’apprentissage vicariant chez les enfants
L’apprentissage vicariant peut être utilisé pour aider certains individus dans leur apprentissage, comme des enfants intellectuellement précoces. En effet, dans le no 454 – Dossier « Enseigner en classe hétérogène », Les effets positifs de l’apprentissage vicariant, 6 juin 2007, Jacques Bert explique que les objectifs de l'apprentissage vicariant correspondent parfaitement aux besoins des enfants intellectuellement précoces.
« Vouloir respecter le rythme et les possibilités de chacun, c’est aussi admettre et vérifier, qu’à âge égal, les niveaux de performance et d’acquisitions scolaires des élèves ne sont pas homogènes ».
De ce fait, l’observation que font les maîtres pour comprendre comment se passent les activités d’apprentissage permet de ne pas confondre les enfants intellectuellement précoces avec des élèves intellectuellement retardés, ce qui peut parfois arriver. En effet, grâce à cela, on peut constater et comprendre que ces enfants ont un fonctionnement cognitif qui est spécifique à eux-mêmes.
En organisant la classe de cette façon, par l’observation et la compréhension du besoin de ces élèves, cela permet à certains d’entre eux de finir les exercices proposés par l'enseignant plus rapidement que les autres élèves qui font face à des difficultés. Ainsi, on évite que les élèves les plus rapides s’ennuient, et on utilise l’avance de ces derniers au profit des élèves en retard.
Également, l’auto-évaluation ainsi que la gestion de ses propres apprentissages sont permis par l’apprentissage vicariant. En effet, « C’est en prenant des repères sur des camarades plus avancés que l’élève se fait une idée de plus en plus précise des tâches à accomplir et qu’il parvient à mener à bien ce qui lui était inaccessible au départ.» Grâce à cela, l’enfant y voit une règle de gestion de ses apprentissages et il l'exploitera en l’utilisant dans un premier temps sur les tâches qu’il juge les plus simples. Ensuite, il prendra en exemple les meilleurs élèves afin d’en tirer des éléments lui permettant de réaliser et réussir des tâches qu’il n’aurait pas faites avant.
En 1961, Bandura a mené une expérience sur les enfants pour tester la théorie de l’apprentissage social dans l'agressivité. C’est l’expérience de la poupée Bobo. Pour cette expérience, des enfants étaient exposés à des scènes où des adultes avaient des comportements agressifs envers une poupée - la poupée Bobo - pour ensuite voir si les enfants allaient imiter spontanément ou non les comportements agressifs lorsqu’ils seraient en présence de la poupée.
Les résultats de cette expérience montrent que les enfants qui ont été exposés à l’adulte agressif envers la poupée étaient plus portés vers les gestes agressifs physiques. Les garçons ont été trois fois plus agressifs que les filles. De plus, ils montrent que les enfants sont plus influencés lorsqu’ils sont exposés à un adulte de même sexe qu’eux. Ensuite, les enfants les plus violents envers la poupée ont été ceux qui ont observé les adultes les plus violents envers elle. En fait, cela aurait fait penser aux enfants que ce comportement agressif est acceptable.
Cette expérience résulte directement de l’apprentissage vicariant, car en regardant l’adulte effectuer ces gestes agressifs, l’enfant les perçoit, les analyse, les comprend et reproduit par la suite les mêmes gestes car il a enregistré que ce sont les bons à faire.

### Quelques aspects de l'apprentissage vicariant
Pour Bandura, l’apprentissage vicariant permet un apprentissage par expérience directe, soit par l’observation des comportements des autres personnes et les conséquences de celles-ci sur eux. « L'apprentissage vicariant ne dispense certes pas dans tous les cas de l'expérience directe, mais il permet le cas échéant de la faciliter et incite à s'y investir si les conséquences observées sont positives ».
Bandura se démarque des thèses béhavioristes des anglo-saxons en expliquant que l'apprentissage par observation permet aux personnes d’assimiler des comportements et savoir-faire sans avoir à passer par la construction graduelle d’essais et d’erreurs.
Dans le contexte scolaire, cet apprentissage peut renvoyer à l'apprentissage que l’élève fait lorsqu’il écoute le maître parler, il écoute et regarde les personnes savant faire, il analyse ce que produisent les meilleurs élèves qui savent et connaissent.
De plus, M. Reuchlin évoque le problème du temps d'apprentissage. En effet, cela rejoint l'exemple de l’apprentissage vicariant chez les élèves précoces expliqué précédemment. Il s’accorde avec les inquiétudes des chercheurs américains du courant Mastery Learning et les résultats d’enquêtes sur le temps qu’un élève accorde à sa tâche. Ainsi, on reconnaît que les élèves ont des rythmes d’apprentissage différents, il faut donc donner à chaque élève le temps dont il a besoin pour finir sa tâche jusqu’au bout et ainsi en retenir la leçon. Mais ces adaptations varient quantitativement selon les classes, et sont parfois déficientes qualitativement.
M. Reuchlin propose des éléments pour répondre à cela : « Elles concernent davantage l'organisation du travail d'apprentissage que l'acte d'enseigner proprement dit, nous invitant par là à interpeller les poids des habitudes et les options qui prévalent dans les sphères administratives et pédagogiques ».
L’apprentissage vicariant est également défini par « une succession rapide de changements ou d'ajustements de représentations, comme dans le "tâtonnement expérimental" » de Freinet.